# فايزة هبتشيلينجيرلر
فايزة هبتشيلينجيرلر (بالتركية: Feyza Hepçilingirler)‏ (ولدت في 26 يناير عام 1948 في مدينة أيفاليك) كاتبة تركية.
أنهت فايزة هبتشيلينجيرلر تعليمها الابتدائي والثانوي في مدينة أيفاليك ومدينة أزمير، ثم التحقت بقسم اللغة التركية وآدابها في جامعة إسطنبول في عام 1971. وشغلت فايزة هبتشيلينجيرلر لفترة من الوقت منصب عضو هيئة التدريس في العديد من المدارس المختلفة في أزمير. وفي عام 1983 شغلت فايزة هبتشيلينجيرلر منصباً في جامعة البحر الأسود وحصلت عليه من وظيفتها بالأحكام العرفية رقم 1402. إلا أنها عادت إلى أزمير وقدمت استقالتها بسبب الإحتجاج على القانون رقم 1402. وقد استقرت فايزة هبتشيلينجيرلر في مدينة إسطنبول وذلك عقب عملها في غرف التدريس الخاصة حتى عام 1992. وتشغل فايزة هبتشيلينجيرلر منصب عضو هيئة التدريس في جامعة يلدز الفنية. وفي عام 1963 بدأت فايزة هبتشيلينجيرلر مهنتها الأدبية وذلك من خلال كتابة الشعر باسم «فايزة باران» وذلك كان إسمها قبل الزواج في مختلف المجلات. ألفت فايزة هبتشيلينجيرلر قصصاً ورويات وجعلتهم في كتب مستقلة وحازت على العديد من الجوائز. ولا تزال تكتب فايزة هبتشيلينجيرلر مقالات بالعمود في مختلف المجلات وفي صحيفة الجمهورية.

## جوائزها
•	جائزة أدب سيدات سيمافي، عام 1997 ، التذبذبات
•	جائزة قصة سيت فائق، عام 1985 ، راقصة الباليه السابقة
•	جائزة المركز الثاني بمنحة يونس نادي، عام 1989 ، تفريغ الوعاء
•	جائزة جرومن بورسكي بمسابقة كتاب البلقان، عام 1991 ، كم هو جميل موتي
•	جائزة المركز الثالث بمسابقة رواية الطفل الصديق، عام 1985 ، طار طار الشيح طار
•	جائزة المركز الأول بقصة دار نشر أكاديمي، عام 1981 ، ركاب الصباح
•	جائزة النجاح في مسابقة أعمال الأطفال بوزارة الثقافة، عام 1979 ، الضلال (مسرحية)
أعمالها الفنية
•	سأذهب الآن، قصص الهجرة، قصة قصيرة، دار نشر إيفريست، عام 2009 ، ISBN 978-975-289-627-7
•	ما لون القرنفل الأحمر؟، رواية، دار نشر إيفريست، عام 2009
•	رسائل العالم الخفي، (طار طار الشيح طار)، رواية أطفال، دار نشر تشينار، عام 2009
- الأميرات القبيحة، قصة – حكاية أطفال، عام 2009

•	خط في ثلاث نقاط، دار نشر أوزيورك، عام 2008
•	لقد إندفعت الرياح إلى السماء، اليوميات التركية الثالثة، مقالة، دار نشر إيفرست، عام 2008 ، ISBN 9789852895287
•	اللغة التركية «بعيدا» 3 – لغتي لغتي لغتي الرئيسة، مقال، دار نشر إيفرست، عام 2007
•	ليتني كنت شجرة كمثرى؟ (What If I Become A Pear Tree? تعليم الطفل، درا نشر هيامولا، عام 2007
•	نسج اللغة للوقت، اليوميات التركية، مقال، دار نشر إيفرست، عام 2007
•	سقوط النجوم بالماء، اليوميات التركية، مقال، دار نشر إيفرست، عام 2005
•	بدون سؤال، مقال، دار نشر إيفرست، عام 2006
•	لقد قولت: «أه»، مقال، دار نشر إيفرست، عام 2006
•	باللغة التركية «بعيدا»، مقال، دار نشر إيفرست، عام 2006
•	ركاب الصباح، قصة قصيرة، دار نشر إيفرست، عام 2005 ، ISBN 978-975-289-249-1
•	قواعد اللغة التركية، للمعلمين والطلاب، دار نشر رمزي، عام 2004
• Tanrikadin رواية، دار نشر رمزي، عام 2002 ، 9789751408679
•	الانزلاق، قصة قصيرة، دار نشر رمزي، عام 1998
•	الطيور الخجولة، قصة قصيرة، دار نشر رمزي، عام 1999
•	راقصة الباليه السابقة، قصة قصيرة، دار نشر رمزي، عام 2000
•	الضلال، ست قصص أطفال، قصة أطفال، دار نشر وزارة الثقافة، عام 1993
•	لقد مر الصيف الخطاف، قصة، دار نشر رمزي، عام 2000
•	Öykünmece ، قصة، دار نشر رمزي، عام 2000

## وصلات خارجية
•	الموقع الرسمي